# Limnephilus adapus
Limnephilus adapus är en nattsländeart som beskrevs av Ross 1950. Limnephilus adapus ingår i släktet Limnephilus och familjen husmasknattsländor. Inga underarter finns listade i Catalogue of Life.